# Sundsängen
Sundsängen är ett naturreservat i Vetlanda kommun i Jönköpings län.
Området är naturskyddat sedan 2016 och är 11 hektar stort. Reservatet består av ädellövskog och betesmark på en udde i Skirösjön.